# 娜塔莉·夏高
娜塔莉·夏高（法語：Natalie Choquette）是一名加拿大的女高音歌唱家。出生于日本的东京，在许多地方都有生活过，精通12种语言。她的表演方式非常活泼，给人一种耳目一新的感觉。

## 早年生活
娜塔莉·夏高是一位外交官的女儿。由于父亲职业的关系，夏高曾经在世界的很多地方生活过。她在莫斯科、罗马、蒙特利尔和秘鲁的生活期间学习了声乐和钢琴。她在蒙特利尔生活的时候，通过参加蒙特利尔歌剧合唱团开始自己的歌唱生涯。